# AROUND (AAA專輯)
「AROUND」是AAA的第3枚原創專輯。於2007年9月19日發行。唱片公司為avex trax。

## 概要
- 與上一張迷你專輯「alohAAA!」相距約6個月。與上一張原創專輯「ALL」相距約9個月。
- 收錄第13張單曲「Get 啾! / SHE的真相」至第16張單曲「Red Soul」的8首A面曲，以及新曲「Paradise Paradise」、「Body Talker」等，共12首曲目。
- 與單曲「Red Soul」同時發行。
- 本作分「CD+DVD」和「CD ONLY」。「CD+DVD」收錄了AAA全員主演的短篇電影「關鍵的位置」。
- 在10月1日於公信榜專輯週排行榜取得第8位，成為AAA出道以來第1張打入公信榜每周銷量排名TOP 10的專輯。

## 收錄內容

### CD
1. Get 啾!（Get チュー!）
（作詞：松井五郎 作曲：石田匠 編曲：小西貴雄）
13th單曲・House食品「フルーチェ ハンディータイプ」電視廣告歌曲
2. SUNSHINE
（作詞：Delicatessen　作曲・編曲：Hyoutan）
15th單曲・日本電視台節目「スポーツうるぐす」6月〜8月主題曲
3. SHE的真相（SHEの事実）
（作詞：井上秋緒 作曲：すみだしんや 編曲：鈴木秀行）
13th單曲・House食品「フルーチェ Cの果実」的電視廣告歌曲
4. 邂逅的力量II（出逢いのチカラII）
（作詞：Kenn Kato 作曲：石田匠 編曲：田辺恵三）
專輯「ATTACK」的歌曲「邂逅的力量」的績集
西島隆弘・宇野實彩子主唱
5. 紅唇羅曼蒂卡（唇からロマンチカ）
（作詞：井上秋緒 作曲：BULGE）
14th單曲・東京電視台電視劇「美味學院」的主題曲
6. Red Soul
（作詞：森浩美 作曲：渡辺未來）
16th單曲
7. Paradise Paradise
（作詞：渡辺なつみ 作曲：原広明 編曲：田中直）
8. 花火
（作詞：川原京　作曲・編曲：小西貴雄）
15th單曲
宇野實彩子・伊藤千晃主唱
9. No End Summer
（作詞：MIZUE　作曲：原一博　編曲：REO）
15th單曲
西島隆弘・浦田直也・日高光啓・與真司郎・末吉秀太主唱
10. Body Talker
（作詞：jam 作曲・編曲：大野宏明）
11. That's Right
（作詞：松井五郎 作曲：石田匠）
14th單曲・東京電視台電視劇「美味學院」的插曲。
12. 最後的那句話（最後のコトバ）
（作詞：Kenn Kato 作曲：渡辺未来 編曲：水島康貴）

### DVD
1. 短篇電影「關鍵的位置」